# Oligophyma
Oligophyma is een geslacht van uitgestorven zee-egels uit de familie Toxopneustidae.

## Fossielen
Fossiele resten werden gevonden bij het Hammar Semmoumet Rif, Mascara, een provincie van Algerije.